# Rasepszesz
Rasepszesz (rˁ-špss, „Ré fenséges”) ókori egyiptomi vezír volt az V. dinasztia idején, Dzsedkaré Iszeszi uralkodása alatt.
Fennmaradt egy neki címzett levél, melyet felvéstek szakkarai sírjába. A sírban számos címét megörökítették; úgy tűnik, először a királyi dokumentumok írnokainak elöljárója volt, majd a két magtár felügyelője és a király minden építkezésének felügyelője; vezíri címe csak a sírja feliratai közé másolt két levélen maradt fenn, ennek alapján úgy tűnik, a sír nagy része már vezírré kinevezése előtt elkészült.

## Sírja
Rasepszesz szakkarai masztabasírja az LG16 számot kapta Karl Richard Lepsiustól, aki a 19. század közepén leírást készített róla. A sír a Dzsószer-piramistól északra található, több más V. dinasztia kori sír, köztük Rasepszesz kortársai, Perneb és Raemka sírja között. A sírt klasszikus jelenetek díszítik: áldozatbemutatás, valamint a vezír halotti kultuszával kapcsolatos jelenetek. A föld alatti sírkamra festett díszítéssel rendelkezik. Az V. dinasztia végén és a VI. dinasztia idején elterjedtté váltak a díszített sírkamrák; Rasepszesz sírja talán ennek legkorábbi példája.
A szerdábból egy fából készült szobor feje került elő, amely a VI. dinasztia idejében igen népszerűvé vált fejkendőt viseli. A szoborfej ma az Imhotep Múzeumban található.

## Fordítás
- Ez a szócikk részben vagy egészben  a   Rashepses című angol Wikipédia-szócikk ezen változatának fordításán alapul.  Az eredeti cikk szerkesztőit annak laptörténete sorolja fel. Ez a jelzés csupán a megfogalmazás eredetét és a szerzői jogokat jelzi, nem szolgál a cikkben szereplő információk forrásmegjelöléseként.